# Джордж Аллісон
Джордж Аллісон (англ. George Allison; 24 жовтня 1883, Дарлінгтон — 13 березня 1957, Лондон) — англійський футбольний журналіст, телеведучий і менеджер. Він був першим спортивним коментатором на BBC та другим за тривалістю керівником «Арсеналу».

## Біографія
Джордж Аллісон народився в Англії, в графстві Дарем, в 1883 році. Він закінчив вищий навчальний заклад і отримав спеціальність журналіста. В юності, Джордж вів передачі на радіо, але вже в 1905 році у віці 22 років Джорджа запрошують працювати в «Вулвіч Арсенал» редактором програми клубу. Аллісон залишився з «канонірами» в цій якості, коли клуб переїхав на «Гайбері» і отримав своє нинішнє ім'я. У 1927 році Джордж коментував фінал Кубка країни між «Арсеналом» і «Кардіфф Сіті», який вперше в історії транслювався по радіо. Багатогранність своїх спортивних знань Джордж продемонстрував цього року ще одного разу, надавши допомогу коментатору гонок Grand National Мейріку Гуду на BBC. На той час Джордж вже став членом ради директорів «Арсеналу», виконуючи спочатку роль першого секретаря, а потім і керуючого директора клубу.
«Каноніри» в короткий час стали однією з найпопулярніших команд Британії, і ним була потрібна людина, яка вміє спілкуватися з пресою, а також має досвід роботи на радіо і телебаченні. Все це робилося заради залучення нових уболівальників і поліпшення іміджу клубу в очах футбольної публіки.
Пізніше Аллісон увійшов до керівного складу команди, а в 1934 році, після раптової смерті головного тренера легендарного Герберта Чепмена, йому дали можливість спробувати себе в новій іпостасі, адже існувала думка, що, за що б не брався Джордж, у нього завжди все виходило. Проте роботою з футболістами займалися в основному помічники Джорджа — Джо Шоу, який тренував Арсенал до Аллісона, і Том Віттейкер, який став його наступником на цій посаді. Аллісон же здійснював загальне керівництво. Справи клубу йшли досить успішно. Команда двічі стала чемпіоном, і по одному разу посідала третє, п'яте і шосте місце. «Арсенал» продовжував залишатися грізним суперником, який викликав страх і повагу у противників.
Аллісон ніколи не був яскравим футбольним теоретиком. Щиро кажучи, його головним завданням була трансферна політика клубу. Він рідко давав установки на матч і ще рідше, безпосередньо керував грою. Йому не вистачало елементарних знань і специфічних навичок, необхідних футбольному тренеру. Футболіст «Арсеналу» тих часів Бернард Джой пізніше розповідав: «Джордж був тактовною, дружньою і доброю людиною. Однак він мав проблеми при безпосередній роботі з гравцями і нестачу глибоких професійних знань у футболі».
Після шести років вимушеного простою, пов'язаного з Другою світовою війною, чемпіонат Англії з футболу відновився тільки в 1946 році. Сезон 1946/47 «Арсенал» провів дуже погано і закінчив сезон лише на 13 місці. Хоча в тому що сталося, не можна звинувачувати тільки Аллісона. Дев'ять чоловік з основного, чемпіонського складу «канонірів» загинули на війні або закінчили футбольну кар'єру, а замінити таких зірок не було ніякої змоги. По суті, команду потрібно було вибудовувати наново, але Джордж, вважав за краще піти у відставку, оскільки, згідно з його власним визнанням, йому до чортиків набридло все, що якимось чином пов'язане з футболом.
Аллісон помер через 10 років, 13 березня 1957 року на 74-му році життя у місті Лондон.

## Особисте життя
Аллісон встиг попрацювати спортивним журналістом, актором, телекоментатором, адміністратором, членом ради директорів і головним тренером футбольного клубу. Крім того Аллісон знявся в кіно. Причому йому дісталася роль «камео», тобто, він грав самого себе. Фільм, який називався «Таємниця стадіону Арсеналу» (англ. The Arsenal Stadium Mystery), став однією з перших картин в історії кіно, яка була повністю присвячена футболу. Сюжет заснований на роботі приватного детектива, якому належить розкрити умисне вбивство. Деякі фрази з цього фільму, вимовлені Джорджем Аллісоном, набули широкої популярності та стали «крилатими». А одна з реплік Джорджа в тій картині — «It's one-nil to the Arsenal. That's the way we like it» — стала гімном клубу багато десятиліть потому.

## Титули і досягнення
- Чемпіон Англії (2):

«Арсенал»: 1934-1935, 1937-1938
- Володар Кубка Англії (1):

«Арсенал»: 1935-1936
- Володар Суперкубка Англії (2):

«Арсенал»: 1934, 1938